# Олпіни
Олпіни (пол. Ołpiny) — село в Польщі, у гміні Шежини Тарновського повіту Малопольського воєводства.
Населення — 2403 особи (2011).
У 1975-1998 роках село належало до Тарновського воєводства.

## Демографія
Демографічна структура станом на 31 березня 2011 року:
|          | Загалом | Допрацездатний вік | Працездатний вік | Постпрацездатний вік |
| -------- | ------- | ------------------ | ---------------- | -------------------- |
| Чоловіки | 1219    | 302                | 787              | 130                  |
| Жінки    | 1184    | 233                | 670              | 281                  |
| Разом    | 2403    | 535                | 1457             | 411                  |